# SS-Ehrendegen
A SS-Ehrendegen ou SS-Degen (oficialmente Ehrendegen Reichsführer-SS) foi um sabre ou espadim, usado com o uniforme das Schutzstaffel (SS) entre 1935 e 1945.
Foi desenhando pelo professor Karl Diebitsch, um SS-Oberführer, que também era o consultor pessoal em assuntos de arte de Heinrich Himmler nas SS. A degen era fabricada pela empresa de Peter Dan. Krebs de Solingen, na Alemanha. As últimas armas foram produzidas pela Paul Müller em Dachau,  e pela Puma de Solingen.